# Pyxida

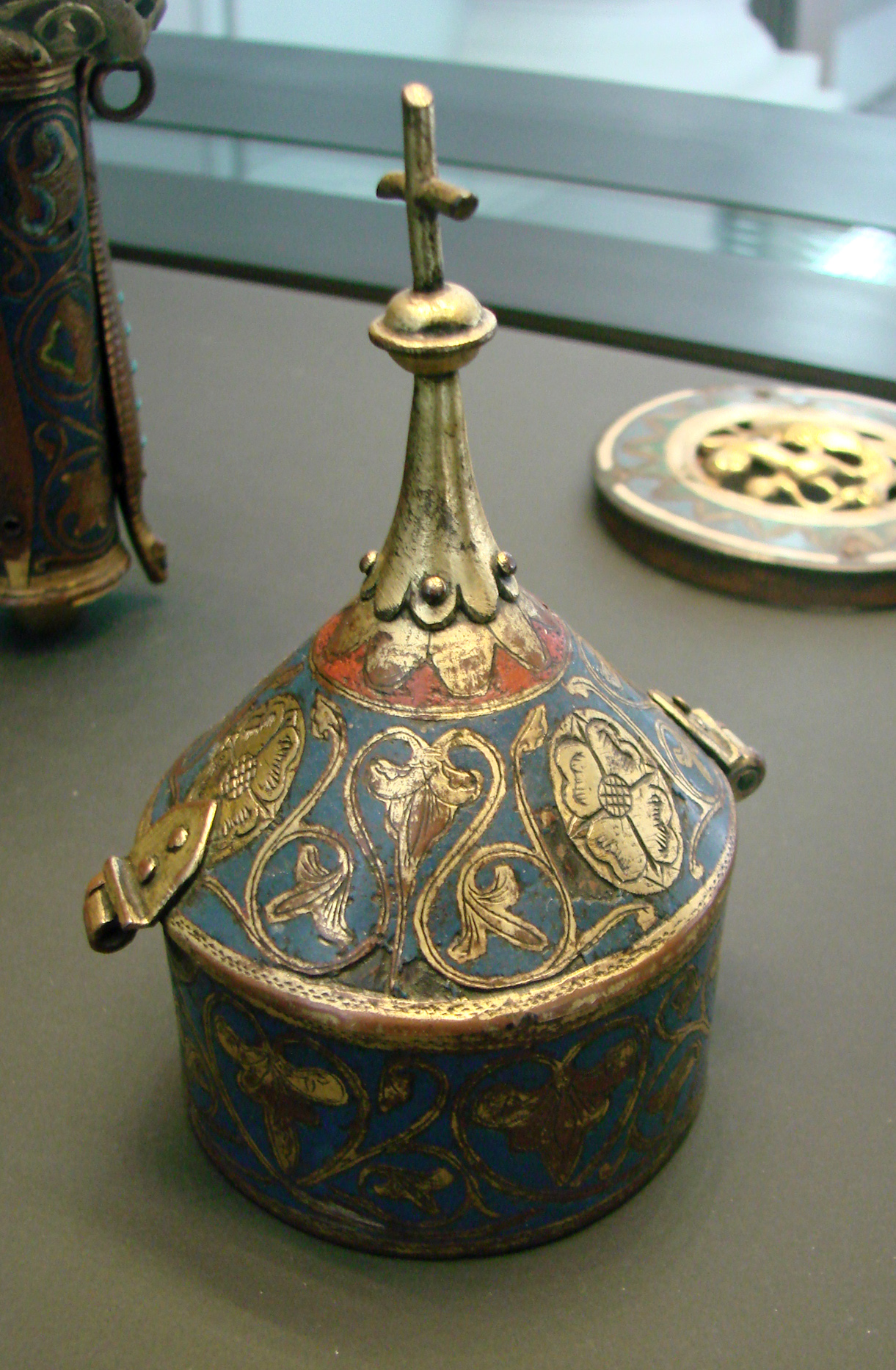
Pyxida ze 13. století z Limoges

Pyxida (neboli repositorium nebo kustodie) je liturgická nádoba používaná v katolické církvi k uchovávání proměněné (konsekrované) větší hostie po dobu, než bude vystavena v monstranci. V pyxidě je hostie umístěna v lunule, což je svorka z ušlechtilého materiálu (často zlatá a zdobená) ve tvaru horizontálně položeného půlměsíce a slouží k uchycení hostie v monstranci. Pyxida je zhotovena z ušlechtilého materiálu, má většinou tvar kruhové skříňky postavené na noze a na jejím vrcholu bývá zpravidla křížek. Vnitřek schránky je pozlacen a ve spodní části jsou kolejničky, do nichž se vkládá lunula s proměněnou hostií. Pyxida s proměněnou hostií je uložena ve svatostánku v kostele. Pro zdůraznění úcty k eucharistii může uchopit neprázdnou nádobu pouze kněz, jáhen případně akolyta.